# Розлин (Јужна Дакота)
Розлин (енгл. Roslyn) град је у америчкој савезној држави Јужна Дакота.

## Демографија
По попису из 2010. године број становника је 183, што је 42 (-18,7%) становника мање него 2000. године.
| Група             | 2000.       | 2010.       |
| Белци             | 220 (97,8%) | 179 (97,8%) |
| Афроамериканци    | 4 (1,8%)    | 0 (0,0%)    |
| Азијати           | 0 (0,0%)    | 0 (0,0%)    |
| Хиспаноамериканци | 0 (0,0%)    | 0 (0,0%)    |
| Укупно            | 225         | 183         |